# 随郡
随郡（隨郡、ずい-ぐん）は、中国にかつて存在した郡。晋代から隋初にかけて、現在の湖北省随州市一帯に設置された。

## 概要
288年（太康9年）、司馬邁が随郡王に封じられ、義陽国の随県と平林県を分割して随郡が立てられた。随郡は随郡は荊州に属し、郡治は随県に置かれた。
454年（孝建元年）、随郡は郢州に転属した。464年（永光元年）、随郡は雍州に転属した。469年（泰始5年）、随郡は再び郢州に転属した。476年（元徽4年）、随郡は司州に転属した。478年（昇明2年）、南陽王劉翽が随郡王に改封され、さらに随陽郡王と改められたのにともない、随郡は随陽郡と改められた。南朝宋のとき、随陽郡は随陽・永陽・厥西・西平林の4県を管轄した。
南朝斉が建てられると、随郡の称にもどされた。随郡は随・永陽・厥西・安化の4県を管轄した。
549年（大統15年）、西魏の楊忠・長孫倹らが南朝梁から随郡を奪った。西魏の随郡は并州（後の随州）に属した。
583年（開皇3年）、隋が郡制を廃すると、随郡は廃止されて、隋州に編入された。607年（大業3年）に州が廃止されて郡が置かれると、隋州が漢東郡と改称された。漢東郡は隋・土山・唐城・安貴・順義・平林・上明・光化の8県を管轄した。
620年（武徳3年）、唐により漢東郡は随州と改められた。742年（天宝元年）、随州は漢東郡と改称された。758年（乾元元年）、漢東郡は随州と改称された。